# The Death and Life of Marsha P. Johnson
Pour plus de détails, voir Fiche technique et Distribution.
The Death and Life of Marsha P. Johnson est un film américain réalisé par David France, sorti en 2017.

## Synopsis
Victoria Cruz enquête sur la mort mystérieuse de l'activiste transgenre Marsha P. Johnson.

## Fiche technique
- Titre : The Death and Life of Marsha P. Johnson
- Réalisation : David France
- Scénario : David France et Mark Blane
- Musique : Bryce Dessner
- Photographie : Tom Bergmann et Adam Uhl
- Montage : Tyler H. Walk
- Production : David France, Kimberly Reed et L.A. Teodosio
- Société de production : Public Square Films, Faliro House Productions, Ninety Thousand Words, Race Point Films et Terasem Media & Films
- Pays :  États-Unis et  Grèce
- Genre : Documentaire
- Durée : 105 minutes
- Date de sortie : 
  - États-Unis : 6 octobre 2017

## Accueil
Le film a reçu un accueil favorable de la critique. Il obtient un score moyen de 76 % sur Metacritic.